# El cantor de México
El Cantor de México es una película francesa en coproducción con España dirigida por Richard Pottier y protagonizada por Luis Mariano y Bourvil. Fue estrenada en 1957. Es una versión de la opereta estrenada en el Théâtre du Châtelet el 15 de diciembre de 1951.
"Francis Lopez compuso para Le Chanteur de México una de sus mejores obras en la que el aria se integra bien en la atmósfera de la acción: México, Rossignol, Acapulco, Il est un coin de France, Maïtechu, Quant en voit París d'en haut, Quant en est deux amis."
La opereta fue repuesta en 2006 en el Théâtre du Châtelet con Ismaël Jordi, Rossy de Palma, Jean Benguigui y Clotilde Courau, dirigida por Emilio Sagi.

## Reparto
- Luis Mariano es Miguel Morano/Vincent Etchebar (voz de Fernando Rey).
- Bourvil es Bilou.
- Annie Cordy es Cri-Cri.
- Tilda Thamar es Eva Marchal.
- Manolo Morán es Cartoni.
- Gisèle Grandpré es La Tornada.
- Pauline Cartón es Cri-Cri Tía.
- Paul Faivre es Bidache.